# Vedat Ademi
Vedat Ademi, född 22 augusti 1982 i Mitrovica, är en albansk pop- och rocksångare och musiker bosatt i Albaniens huvudstad Tirana.
2007 debuterade Ademi som sångare med låten "Më mashtruan sytë" i Top Fest 4. Han tog sig dock inte till final. Under hösten samma år debuterade han i Kënga Magjike 2007 med låten "Mall që djeg". 2008 deltog han i Top Fest igen med låten "Mund të ishim bashkë" men han tog sig inte vidare. I december 2008 deltog han i Festivali i Këngës 47, Albaniens uttagning till Eurovision Song Contest 2009. Han deltog med bidraget "Po më pritë" som skrevs av Alban Male med musik av Kledi Bahiti. I finalen, som bestod av totalt 20 deltagare, fick Ademi 51 poäng och slutade på 14:e plats. 2010 gjorde Ademi ett nytt försök i Top Fest med låten "Koha s'kthehët". Hans debutalbum från 2011 fick senare samma titel som låten. Han deltog även i Kënga Magjike 2010 med "Yjët s'bien shpësh". Han nådde sin dittills bästa placering i tävlingen då han fick 323 poäng och slutade på 11:e plats av 47 deltagare. Han fick även pris för bästa rocklåt. 
Efter ett års frånvaro deltog han i Kënga Magjike 2012 med låten "Në frymën tënde". Låten skrevs av Big Basta med musik av Gent Myftaraj. Låten blev mycket framgångsrik och fick i finalen 617 poäng vilket räckte till en 4:e plats och pris för bästa dans. 2014 deltar Ademi i Kënga Magjike 2014 med låten "Asgjë njësoj".
I december 2009 gjorde Ademi en duett med Mariza Ikonomi i Festivali i Këngës 48 på hennes bidrag "La la la". Som kompositör har Ademi också komponerat ett bidrag i Festivali i Këngës 51 (2012), låten "Ylli im polar" framförd av sångaren Kelly.
Ademi har även släppt musikvideor/singlar som "Për ty" (2012), "Vetëm ti" (2013) och "Ke harruar" (2014).

## Diskografi

### Studioalbum
- 2011 – Koha s'kthehët